# Gerard Hoet
Gerard Hoet (I) (Zaltbommel, 22 augustus 1648 – aldaar, 2 december 1733) was een Nederlands kunstschilder, etser, decoratieschilder en kunsthandelaar. Hij geldt als een belangrijke overgangsfiguur tussen de zeventiende- en de achttiende-eeuwse schilderkunst.

## Leven
Hoet was de zoon van een glasschilder en leerling van Warnard van Rijsen (1625-1664), een pupil van Cornelis van Poelenburch. In 1672-1673 maakte hij een reis naar Parijs, waar hij een jaar verbleef, om via Brussel naar Holland terug te keren. Hij vestigde zich in Utrecht, waar hij deken van het gilde was en in 1696 samen met Hendrick Schoock een tekenacademie oprichtte. In 1715 verhuisde hij naar Den Haag, waar hij lid werd van de Confrerie Pictura en samen met de Belgische kunstschilder Jacques Ignatius de Roore een handel startte in zeventiende-eeuwse Hollandse schilderijen, een onderneming die later werd voortgezet door zijn zoon Gerard Hoet de Jongere.

## Werk
Hoet was een typische overgangsfiguur aan het einde van de zeventiende eeuw naar de achttiende eeuw. Herkenbaar is de stijl van Van Poelenburgh en de italianisanten, alsook invloeden van de "elegante" Franse schilderkunst. Het meest bekend werd hij met taferelen uit de Bijbel en de klassieke mythologie (waarvan hij veel kennis had), vaak tegen de achtergrond van arcadische landschappen. Ook schilderde hij enkele herbergtaferelen, een beetje in de stijl van David Teniers II (wiens werk hij in Brussel kan hebben gezien), en diverse portretten, onder andere van Utrechtse professoren. Tijdens zijn Utrechtse periode maakte hij verder decoraties in de kastelen van Slangenburg en Voorst. Ook liet hij veel tekeningen en etsen na en illustreerde hij onder andere een prentenbijbel. In 1712 publiceerde hij een tekenleerboek.
Het Rijksmuseum Amsterdam heeft diverse werken van Hoet in zijn collectie. In 2016 verwierf het Haags Historisch Museum, met steun van de Vereniging Rembrandt, Hoets late werk Portret van de familie Quarles.

## Galerij

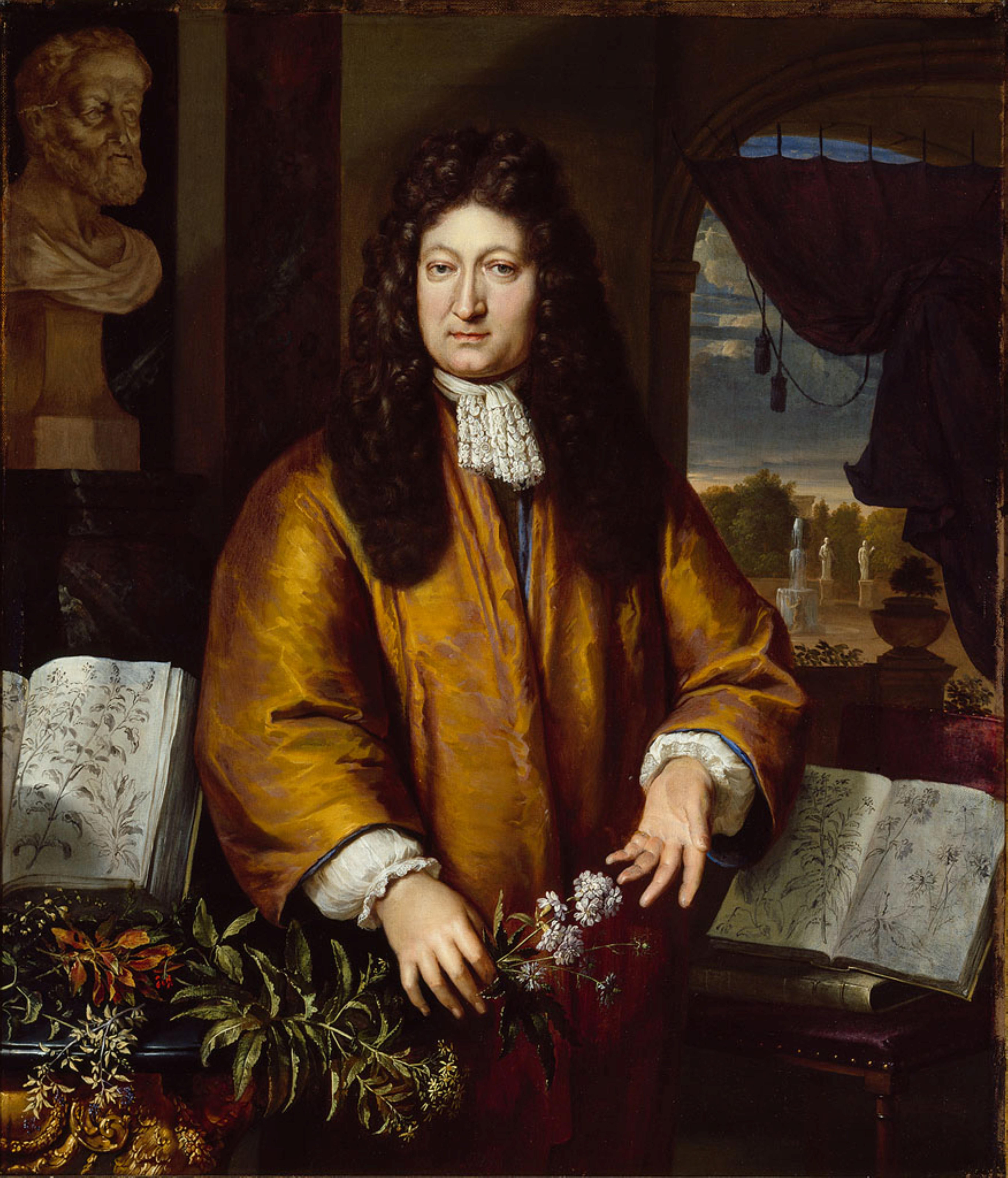
Portret van Jan Commelin
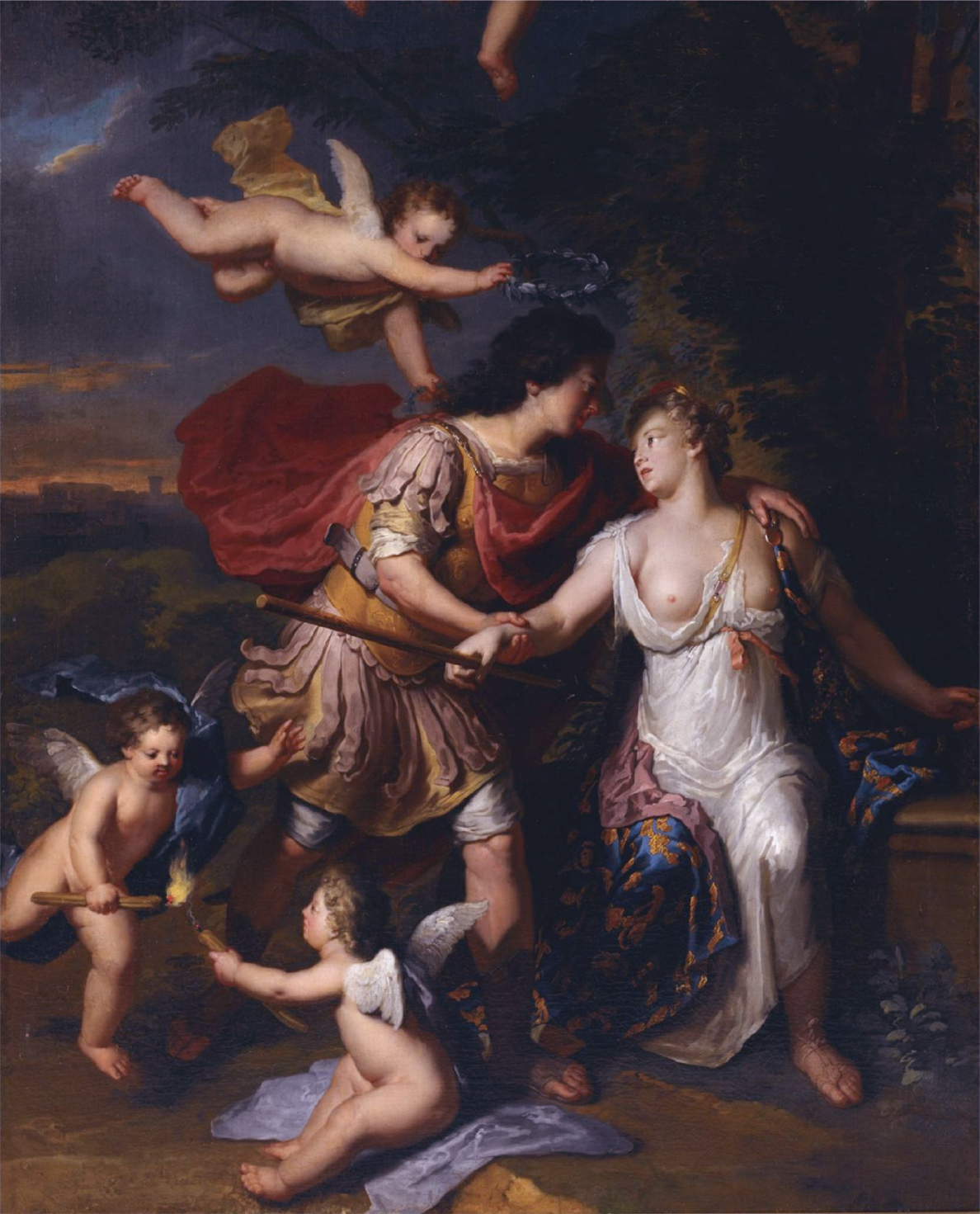
Rinaldo en Armida
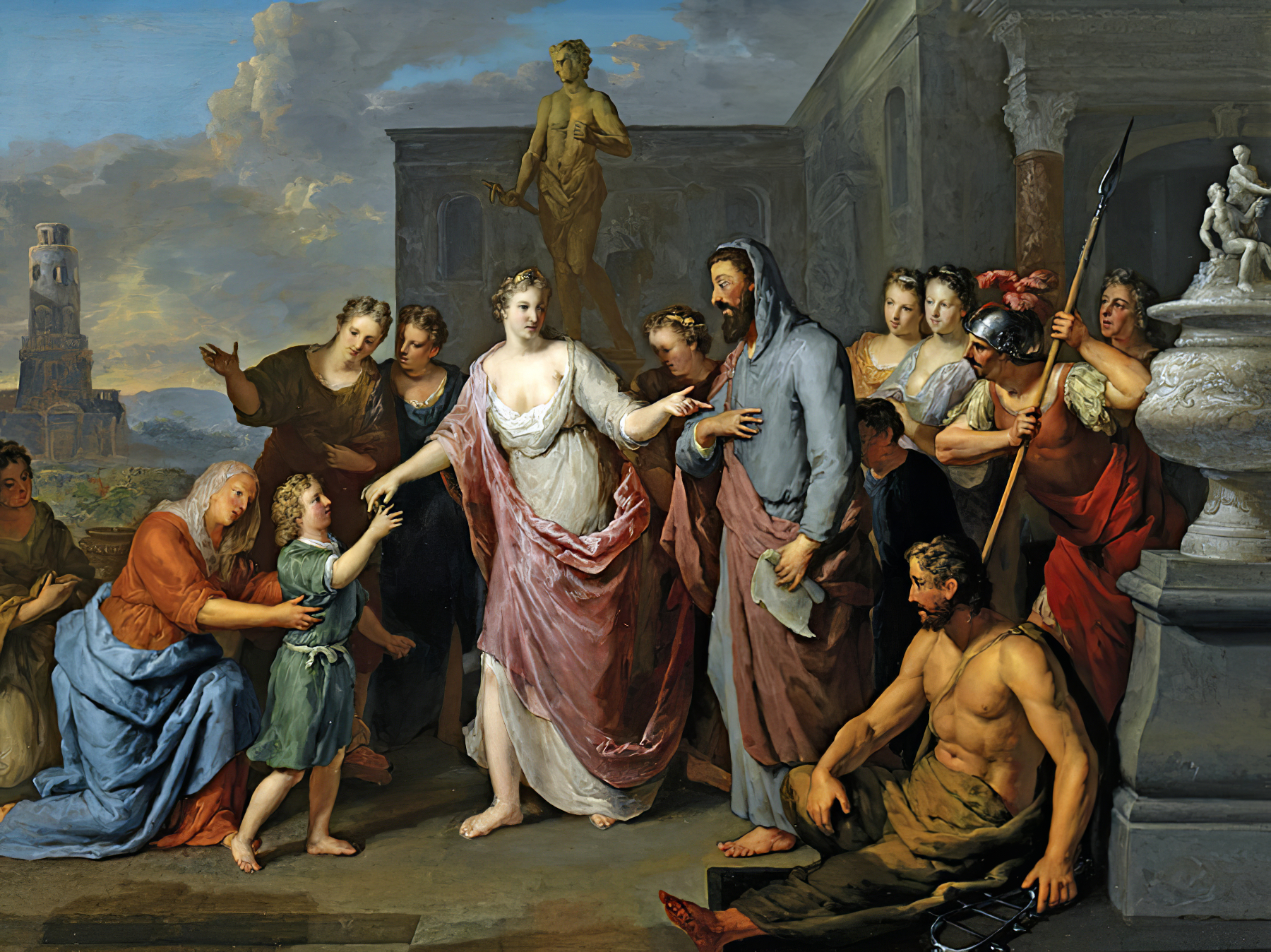
Olympia stelt Alexander de Grote voor aan Aristoteles
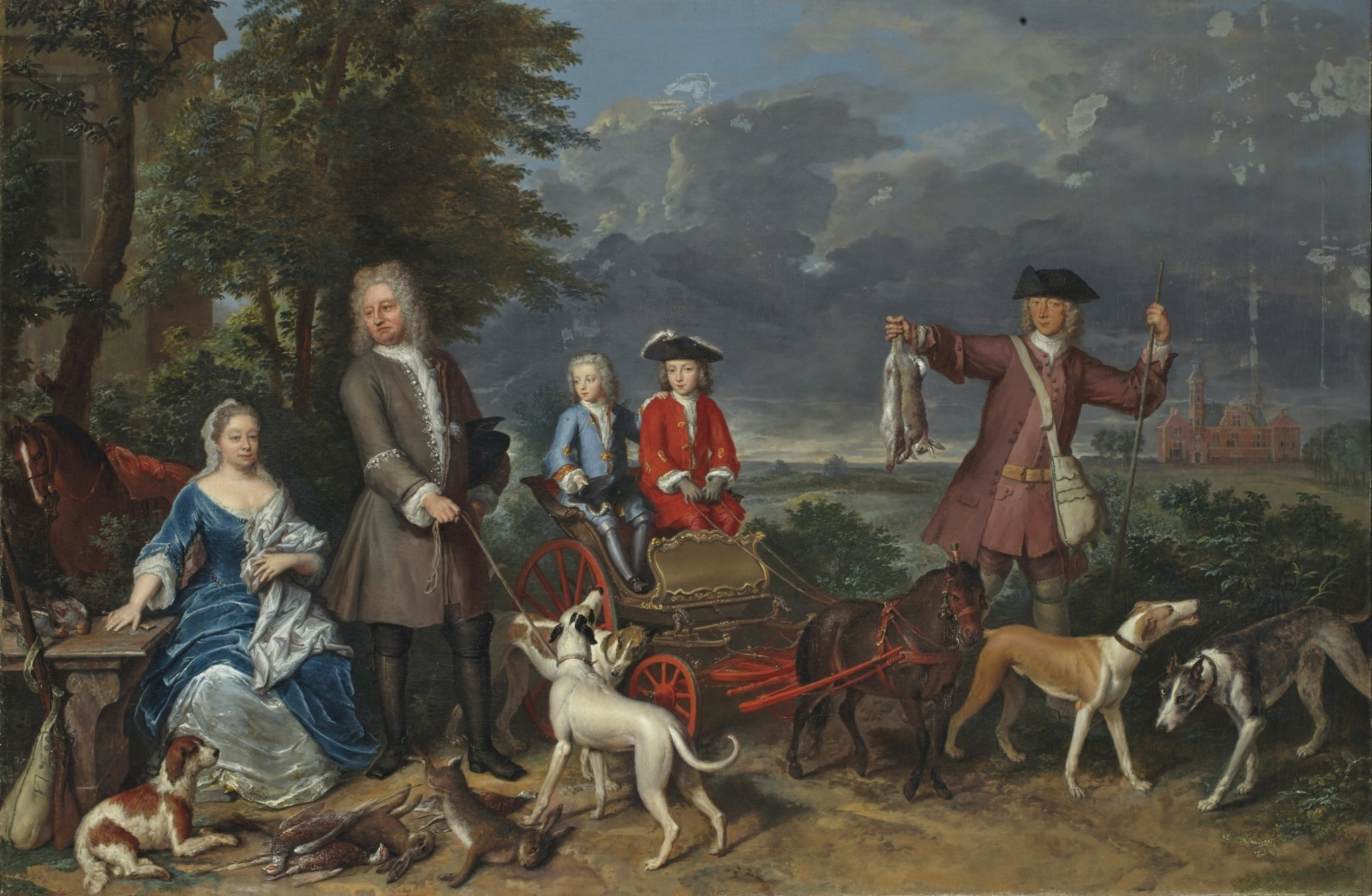
Portret van de familie Quarles, ca. 1727-1728